# Player's Canadian Open 1987
Player's International Canadian Open 1987 — тенісний турнір, що проходив на відкритих кортах з твердим покриттям. Чоловічий турнір проходив на du Maurier Stadium у Монреалі (Канада) в рамках Nabisco Grand Prix 1987, тоді як жіночий - у National Tennis Centre у Торонто (Канада) в рамках Світової чемпіонської серії Вірджинії Слімс 1987. Чоловічий турнір тривав з 10 до 16 серпня 1987 року, а жіночий - з 17 до 23 серпня 1987 року.

## Фінальна частина

### Одиночний розряд, чоловіки
Іван Лендл —  Стефан Едберг 6–4, 7–6
- Для Лендла це був 5-й титул за сезон і 72-й - за кар'єру.

### Одиночний розряд, жінки
Пем Шрайвер —  Зіна Гаррісон 6–4, 6–1
- Для Шрайвер це був 9-й титул за сезон і 99-й — за кар'єру.

### Парний розряд, чоловіки
Пет Кеш /  Стефан Едберг —  Пітер Дуен /  Лорі Вордер 6–7, 6–3, 6–4
- It was Cash's 3-й титул за сезон і 13-й - за кар'єру. It was Edberg's 7-й титул за сезон і 25-й - за кар'єру.

### Парний розряд, жінки
Зіна Гаррісон /  Лорі Макніл —  Клаудія Коде-Кільш /  Гелена Сукова 6–1, 6–2
- Для Гаррісон це був 3-й титул за сезон і 9-й — за кар'єру. Для Макніл це був 3-й титул за сезон і 9-й — за кар'єру.